# Billy Arnold
Richard William Arnold (ur. 16 grudnia 1905 roku w Chicago, zm. 10 listopada 1976 roku w Oklahoma City) – amerykański kierowca wyścigowy.

## Kariera
W swojej karierze Arnold startował głównie w Stanach Zjednoczonych w mistrzostwach AAA Championship Car oraz towarzyszącym mistrzostwom słynnym wyścigu Indianapolis 500, będącym 1923-1930 jednym z wyścigów Grand Prix. W pierwszym sezonie startów, w 1928 roku raz stanął na podium. Z dorobkiem 120 punktów uplasował się na dziewiątej pozycji w klasyfikacji generalnej. W tym samym roku ukończył Indianapolis 500 na siódmym miejscu. Rok później w mistrzostwach AAA był czternasty, a w Indy 500 - ósmy. W sezonie 1930 trzykrotnie stawał na najwyższym stopniu podium. Uzbierane 1027,5 punktu pozwoliło mu zdobyć tytuł mistrzowski. Również w wyścigu Indianapolis 500 był najlepszy. W kolejnych dwóch sezonach startował jedynie w Indy 500, plasując się odpowiednio na 19 i 31 pozycji.